# Sacrario militare del Pasubio
Il sacrario militare del Pasubio, anche noto come sacello-ossario del Pasubio oppure ossario del Pasubio, è un monumento dedicato ai caduti della prima guerra mondiale. Si trova sul colle Bellavista che domina la Val Leogra, proprio sotto il monte Cornetto a circa 2 km da Pian delle Fugazze, collegato al passo stesso dalla diramazione della ex strada statale 46. 
La posizione che è stata scelta permette di vedere la sagoma del sacrario militare dalla sottostante vallata vicentina.
Il sacrario del Pasubio, insieme a quelli di Tonezza del Cimone, del monte Grappa e di Asiago compare in uno dei quattro quarti dello stemma della provincia di Vicenza.

## Storia

I quattro sacrari nello stemma della provincia di Vicenza: il sacrario del Pasubio, l'ossario del monte Cimone, il sacrario militare di Asiago ed il sacrario militare del monte Grappa.

Venne costruito a quota 1.217 slm tra il 1920 e il 1926 per iniziativa della Fondazione "3 novembre 1918 pro combattenti della 1ª Armata", inaugurato il 29 agosto 1926.

## Descrizione

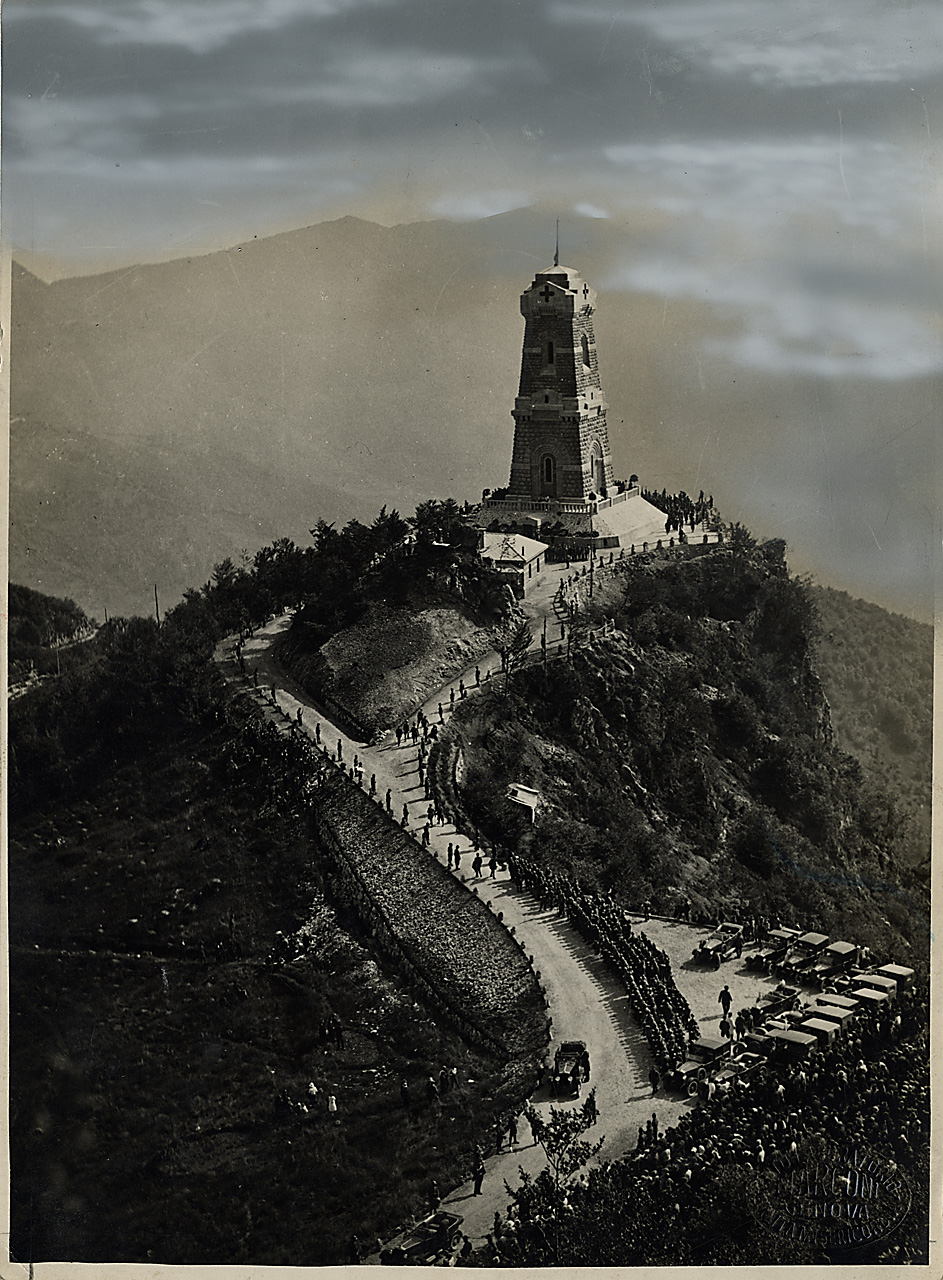
Inaugurazione del sacrario nel 1926

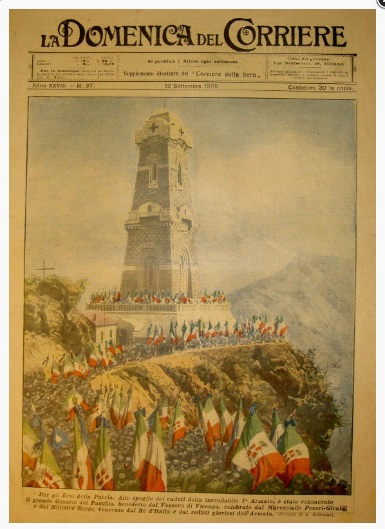
Domenica del Corriere con copertina dedicata al sacrario del Pasubio

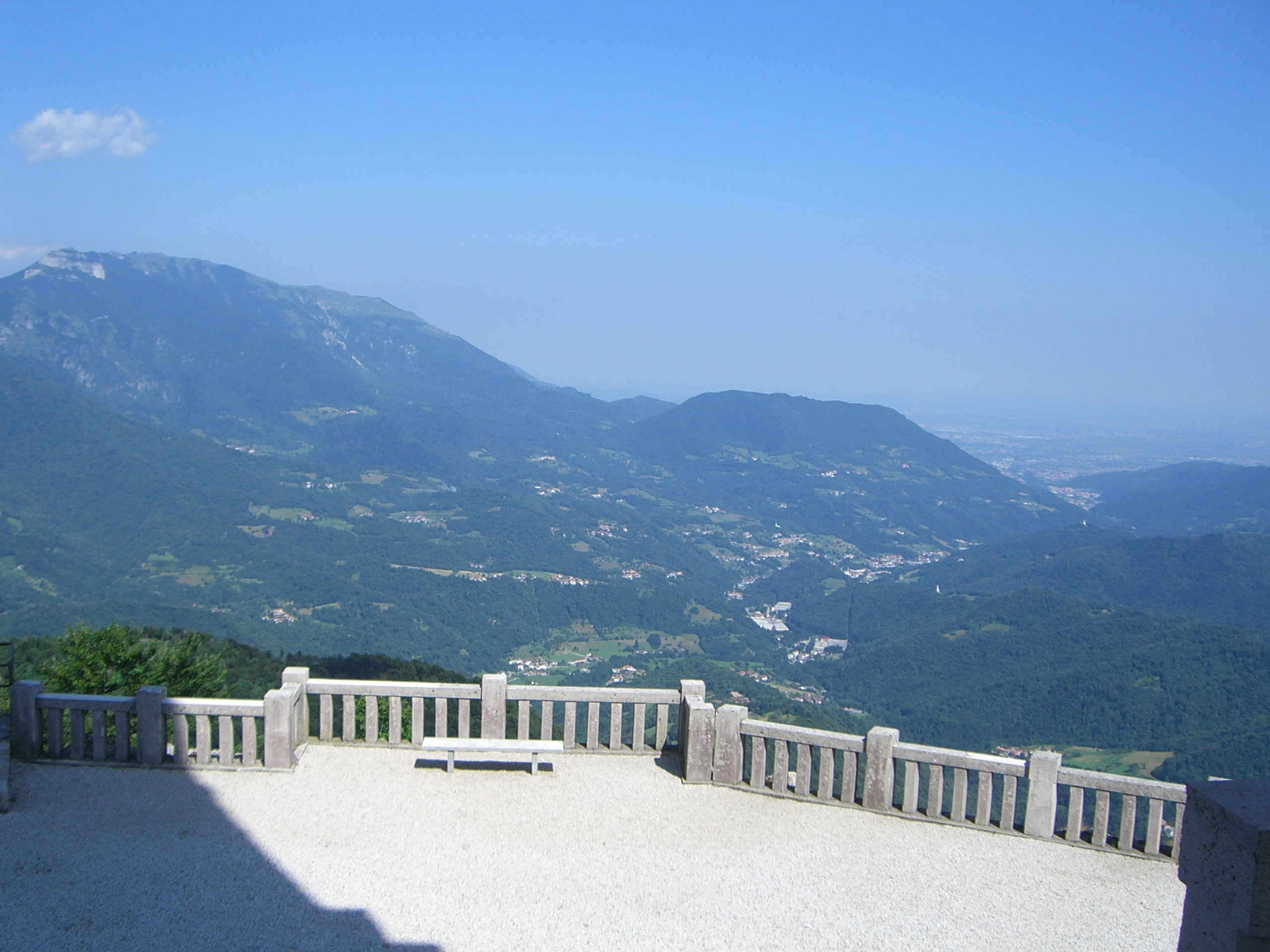
Veduta della vallata dalla sommità della torre del sacrario del Pasubio

È una possente costruzione progettata da Ferruccio Chemello e decorata da Tito Chini e Umberto Bellotto dalla forma che assomiglia ad un faro alto 35 metri, con una lanterna luminosa sulla sua sommità.
È costituito da due parti: l'ossario ed il sacello. L'ossario, ricavato nel basamento della torre, comprende una cripta centrale e due gallerie concentriche. 
Nella cripta sono raccolti i resti di 70 decorati al valore militare e vi è stata tumulata la salma del generale Guglielmo Pecori Giraldi, che ebbe il comando della 1ª Armata dal 9 maggio 1916 sino alla conclusione vittoriosa del novembre 1918.
Il sacello si trova alla sommità di un'ampia gradinata che conduce ad una terrazza con balaustra che circonda la torre da dove si può godere di uno stupendo panorama di tutta la vallata sottostante.
La cripta, la piccola cappella al piano terra e tutti i piani del sacello sono decorati con vetrate artistiche e affreschi della Fornaci San Lorenzo, Manifattura Chini di Borgo San Lorenzo all'epoca diretta da Tito Chini, che lo videro protagonista in prima persona avendo progettato la decorazione e ornato tutto il complesso firmandosi entrando al piano terra frontalmente sotto la "teoria dei santi guerrieri" sulla sinistra con un occhio affiancato dalla scritta "Tito Chini decorò 1926".
La “Fondazione 3 Novembre 1918”, voluta da Guglielmo Pecori Giraldi e dedicata alla memoria dei caduti della Grande Guerra, eresse questo sacello-ossario la cui decorazione pittorica interna fu affidata proprio a Tito Chini che decorò anche i cimiteri di guerra di Treviso, Schio, Verona, Trento e il tempio ossario di Bassano del Grappa.
L'apparato decorativo interno è molto complesso: dalla teoria dei santi al piano terra si ascende all'interno della torre in un percorso che non cela immagini della guerra, le condizioni dei soldati, fino ad arrivare alla sommità cui si accede attraverso una stretta scala.
Ricorre spesso il richiamo alla Prima Armata e sulle vetrate il motto FERT.
L'inaugurazione del monumento avvenne il 29 agosto 1926 alla presenza del re, e da allora annualmente si ripete la cerimonia in onore e in memoria della 1ª Armata. 
Guglielmo Pecori Giraldi tornò sempre sul colle sacro ed espresse anche il desiderio di essere sepolto lì come accadde il 19 luglio 1953 quando la salma del generale fu traslata dalla cappella gentilizia della famiglia Pecori Giraldi nella Villa Rimorelli a Borgo San Lorenzo, dove era stata custodita per dodici anni.
Il sacello è costituito da una torre piramidale alta 35 metri costruita con la medesima pietra della montagna che i soldati avevano calpestato, ed al suo interno sono custodite le ossa dei morti recuperate nella zona del Pasubio.
L’epigrafe murata a mezzogiorno recita: “La Prima Armata / infranto due volte / l’orgoglio nemico / balzò / dal Pasubio al Brennero / assicurando all’Italia / i suoi termini sacri”.
Nella zona dell'ossario è presente anche un piccolo museo dedicato alla prima guerra mondiale. Integralmente ristrutturato e ingrandito nel 2005.

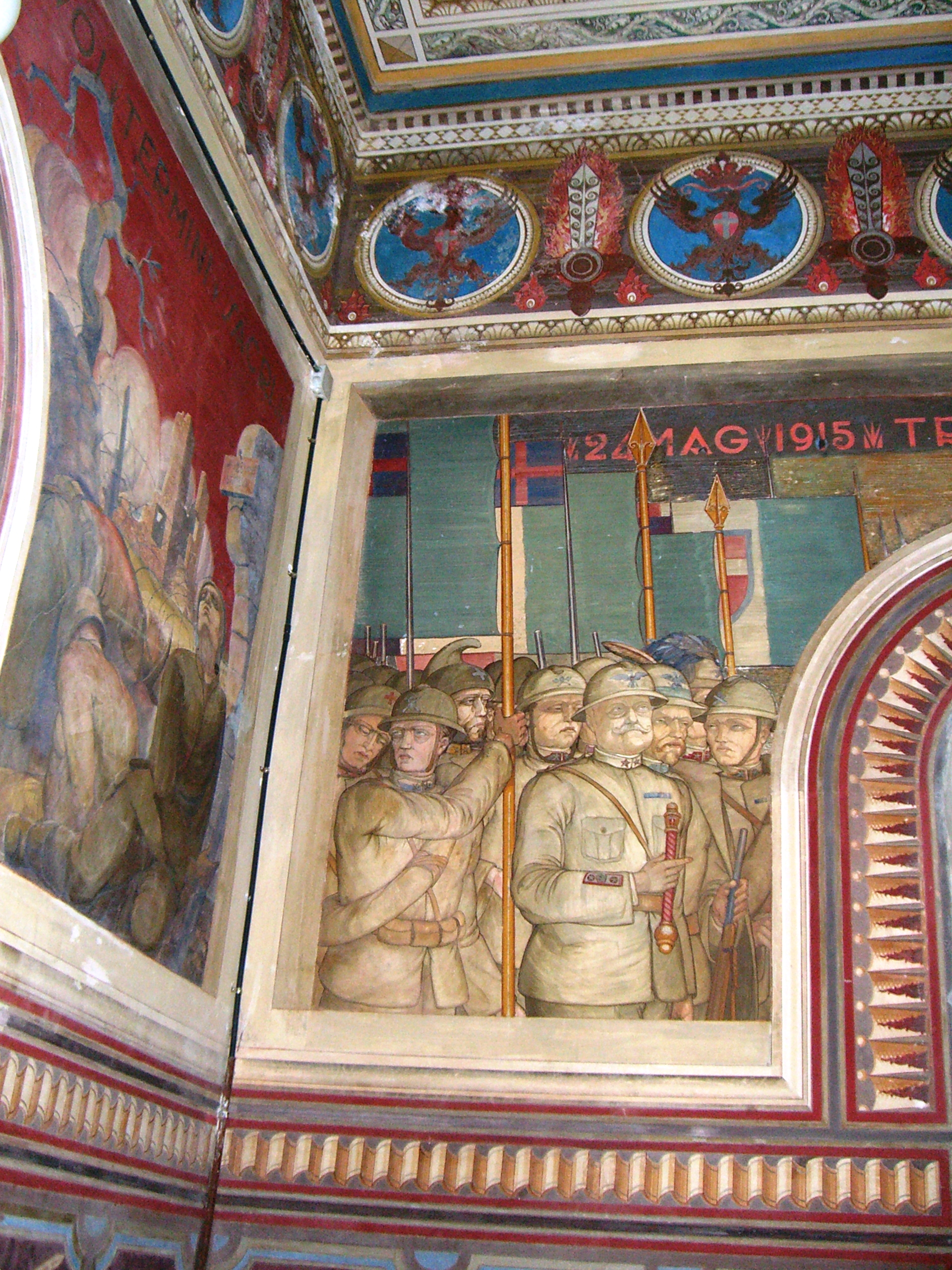
Particolare degli affreschi all'interno del sacello ossario dove Tito Chini ritrae il generale Guglielmo Pecori Giraldi.
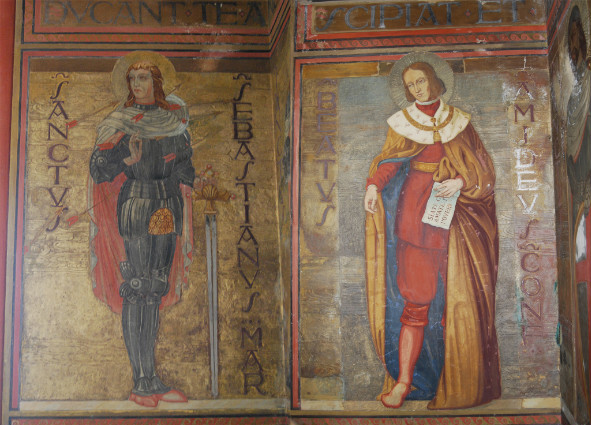
Santi affrescati da Tito Chini
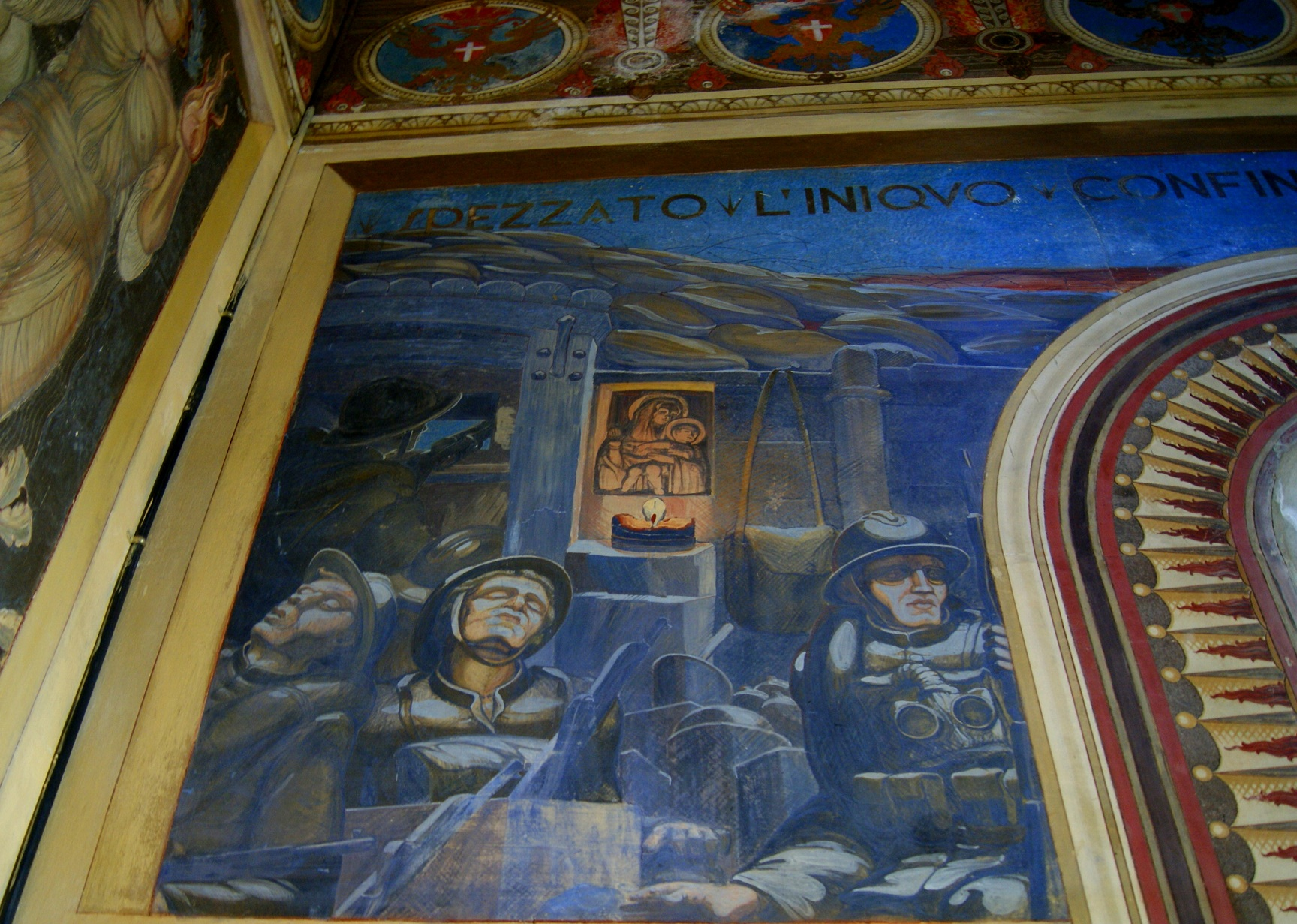
Affreschi di Tito Chini con scene di guerra all'interno del sacello
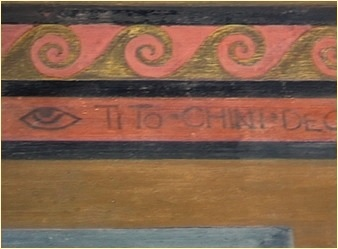
Particolare della firma di Tito Chini nella decorazione al Pasubio

### Caduti
Contiene i resti di 5.146 soldati italiani e 40 austro-ungarici caduti durante la prima guerra mondiale sul monte Pasubio. 
Le ossa dei caduti, in molte teche in cui sono custodite, sono a vista.

## Ricorrenze
Ogni anno, l'ultima domenica di giugno, vi è una celebrazione in memoria dei caduti in corrispondenza dell'anniversario della più sanguinosa battaglia avvenuta sul vicino massiccio, il 2 luglio 1916.
Il 1º aprile 2017 Carlo III del Regno Unito, in visita ufficiale, visitò il sacrario e il vicino Museo.